# 礒野王
礒野王（いそのおう、生没年不詳）は、平安時代初期の皇族。名は磯野王とも記される。官位は従五位上・図書頭。

## 経歴
従五位下・駿河守に叙任された後、平城朝の大同3年（808年）図書頭を兼ね、大同4年（809年）には地方官の兼官が武蔵守に遷任している。嵯峨朝に入り、大同5年（810年）4月には藤原真夏・紀田上ら平城上皇派の官人らとともに叙位を受けて従五位上に昇進するが、同年9月に薬子の変が発生すると伊豆権守に左遷された。

## 官歴
『日本後紀』による。
- 時期不詳：従五位下。駿河守
- 大同3年（808年） 6月24日：図書頭、駿河守如故
- 大同4年（809年） 3月11日：兼武蔵守
- 大同5年（810年） 4月19日：従五位上。9月15日：伊豆権守